# Besættelsesmuseet
 Ikke at forveksle med Besættelsesmuseet (Riga).
Besættelsesmuseet i Aarhus er et museum som dokumenterer og informerer om besættelsestiden i og omkring Aarhus 1940-1945. Det ligger i det tidligere rådhus bag ved Domkirken, hvor også KØN - Gender Museum Denmark har til huse, museet har siden 2011 været en del af Den Gamle By.
Museet hed oprindeligt "MUSEET FOR BESÆTTELSEN I AARHUS, 1940-45" men i daglig tale blot kaldt Besættelsesmuseet. Det første år har museet til huse i lånte lokaler i den daværende Langelandsgades Kaserne, men flytter allerede året efter til den nuværende adresse
Museet viser begivenheder i Aarhus under den tyske besættelse; besættelsens dagligdag, restriktioner, humor, tysk militærudrustning, allieret, nazistisk og dansk propaganda, samt nazistisk terror mod civilbefolkningen. Endvidere de allieredes luftangreb på Aarhus, våbennedkastninger til den aarhusianske modstandsbevægelse og modstandsbevægelsens arbejde og udrustning.
Historien illustreres med originale genstande, dokumenter, fotos samt plancher og tableauer.
Museet drives af frivillige og har kun indtægter fra billetsalget og forskellige donationer fra privatpersoner og fonde.
I 2003 indgik museet i et samarbejde med Bymuseet, og fra maj 2008 blev museet officielt fusioneret med Bymuseet, men fortsatte som et selvstændigt museum på sin nuværende plads.
I 2011 bliver bymuseet og besættelsesmuseet en del af Den Gamle By, i første omgang uden de store ændringer, da begge musser fortsatte som hidtil.
I 2017 flyttes bymuseet til den gamle by, og genopstår som en stor moderniseret underjordisk tidsrejse igennem Aarhus historie, og skifter i denne forbindelse navn til "Aarhus Fortæller". Besættelsesmuseet står her for udstillingen "Besat 1940-1945".
I 2018 modtager besættelsesmuseet millionstøtte fra Nordea-fonden og det besluttes at gentænke og foretage en total fornyelse af museet. Bygningerne som tidligere fungerede som politistation, blev under besættelsen overtaget af Gestapo, som brugte denne som hovedkvarter, efter at politiet var blevet interneret i 1944. Derfor valgte man at ikke fysisk flytte museet til den gamle by, men genåbne museet i de historiske bygninger.
I 2020 genåbnede museet på 80-året for besættelsen og 75-året for befrielsen, grundet COVID-19 skete dette dog først i august, og ikke april som planlagt.